# 大内輝弘の乱
大内輝弘の乱（おおうちてるひろのらん）は、戦国時代後期の永禄12年（1569年）に周防・長門国で起きた騒乱。

## 背景

### 旧大内家の動向
弘治元年（1555年）から始まった毛利元就の防長経略によって大内氏は滅亡し、周防・長門国は毛利領となった。大内家臣の多くは新たな領主となった毛利氏に従ったが、これに不満を持つ大内遺臣もいた。毛利氏の支配が始まった直後から、毛利氏の支配が確立して間もない弘治3年（1557年）11月には、旧大内氏の重臣格であった杉氏・内藤氏・問田氏らが大内義隆の遺児とされる問田亀鶴丸を奉じて挙兵、山口近郊の障子岳に籠もった。この反乱は、毛利氏の支配を覆すべく挙兵した大規模なものであったが、毛利家臣となっていた内藤隆春、雑賀隆利、杉重良、有馬世澄、三戸元貞らが鎮定。その後も、小規模の反乱が山口周辺で発生するも、山口支配責任者として高嶺城に入っていた市川経好がよく平定して毛利氏の支配を強化していた。
一方、豊後国の戦国大名・大友氏の客将に、大内義興の弟である大内高弘の子・大内輝弘がいた。高弘は大友親治（大友宗麟の曽祖父）の誘いに乗り、大内重臣杉武明と謀って義興に謀反を起こしていたが、失敗して豊後国に亡命していた。輝弘は山口に帰国して大内家を再興しようとしていたが、頼ろうとした大内家残党（陶・内藤旧臣）が永禄8年（1565年）6月に周防屋代島に集まったところで毛利麾下の来島通康勢に討ち取られてしまっていた。

### 毛利氏の九州進出
永禄9年（1566年）に出雲国の尼子氏を滅ぼした毛利元就は、永禄11年（1568年）には伊予国へと出兵、河野氏を支援して後方の憂いを断った（毛利氏の伊予出兵）。
そして、永禄12年（1569年）に大内氏の後継を自認して博多の権益を狙い、大友領であった豊前国・筑前国への侵攻を開始した。同年5月、博多を守る要衝であった立花山城を攻略、大友宗麟と全面対決へと至った。九州へ侵攻した毛利氏は、筑前国の国人らを味方に引き入れた。

## 騒乱の経緯

### 輝弘の周防上陸
立花山城付近で毛利軍と大友軍の対立（多々良浜の戦い）が続く中、大友家臣の吉岡長増は、毛利氏を九州から撤退させるべく毛利軍の後方撹乱を狙った。少なくとも同年3月に大友氏から備前国浦上宗景に送られた書状で、輝弘の派兵を示唆する内容が見受けられる。そして、6月に尼子残党の尼子勝久・山中幸盛の出雲国侵入（尼子再興軍の雲州侵攻）に呼応して、山口へ輝弘を送り込むことを計画した。
大内氏再興の機会を得た輝弘は、豊後国から若林鎮興率いる大友水軍に護衛されて軍勢2000を率いて周防国へ渡航した。
永禄12年（1569年）10月11日、先だって7月と8月に威力偵察を行っていた吉敷郡南岸、秋穂浦・白松の海岸への上陸。大内一族の復帰を知った秋穂・岐波・白松・藤曲等の大内遺臣が輝弘の軍に加わり、その勢力は一気に増した。翌日の山口侵入時には6,000にまで膨らんだとされる。

### 山口での攻防

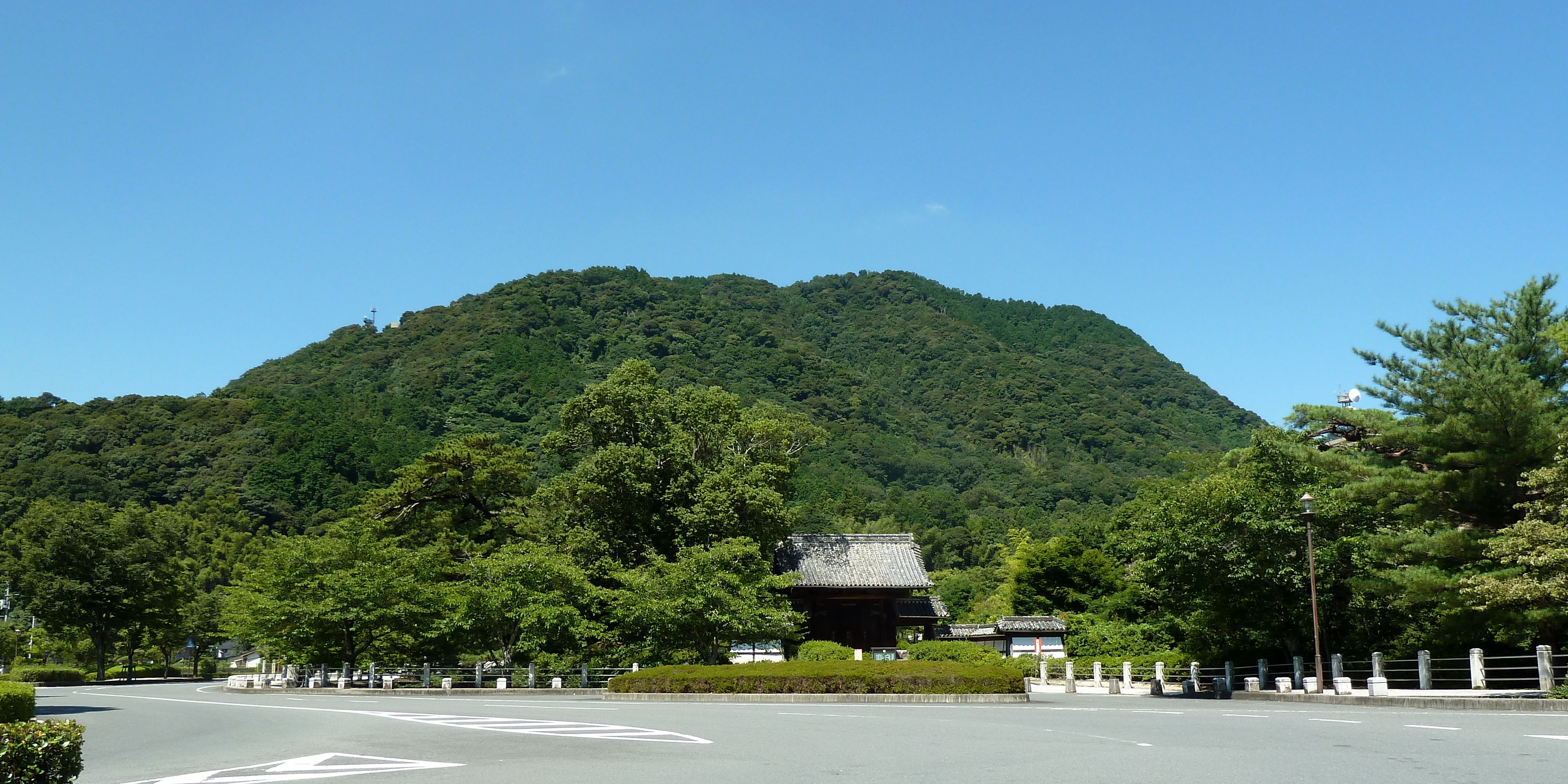
市川経好の妻が籠城した高嶺城跡（山口市鴻ノ峰）

10月12日、大内輝弘は陶峠から山口に侵入。毛利方は、平野口を山口町奉行の井上善兵衛尉就貞が、小郡口を信常元実が守っていたが、数に勝る輝弘勢が糸根峠で激戦の末に井上隊を打ち破り、就貞は戦死した。
続いて、三河内次郎右衛門尉、波多野備後守、二宮弥四郎などを斬り、輝弘軍は龍福寺と築山館を本営として毛利勢の籠もる高嶺城攻略を開始。高嶺城主の市川経好は九州へ出陣中であったため、内藤就藤や山県元重や粟屋元種、国清寺の住持・竺雲恵心らがわずかな城兵でその留守を守っていたが、在郷の士である有馬世澄、津守輔直、寺戸対馬守らが乗福寺の代僧と共に急遽登城して籠城に加わり、経好の妻・市川局も鎧を身にまとって城兵を鼓舞したため、この日は高嶺城は落ちなかった。輝弘は翌日も高嶺城への攻撃を再開したが、高嶺城の出城も落とすこともできず戦線は膠着した。なお、この山口侵攻によって大内縁故の寺院の多くが焼け、宝物が失われている。
長門国赤間関に陣を敷いて九州攻略の指揮を執っていた毛利元就は、13日に急報を受け取ると九州からの撤退を指示。15日から九州撤退を開始し、18日に長府に到着、21日に吉川元春と福原貞俊が10,000の兵を率いて山口に急行する。元春は大内方に組した者たちを徹底的に討伐しながら進軍した。
山口への救援としては石見国津和野の吉見正頼の家臣である上領頼規も嫡男・頼武や伊藤実信、吉賀頼貞らを率いて駆けつけ、山口の宮野口で城井小次郎率いる輝弘軍1,000と交戦。この戦いで上領頼武や伊藤実信らが戦死している。高嶺城が落ちない一方で輝弘軍への包囲が始まりつつある状況を知った大内遺臣は、次第に輝弘軍から離散し始めた。

### 大内輝弘の最期

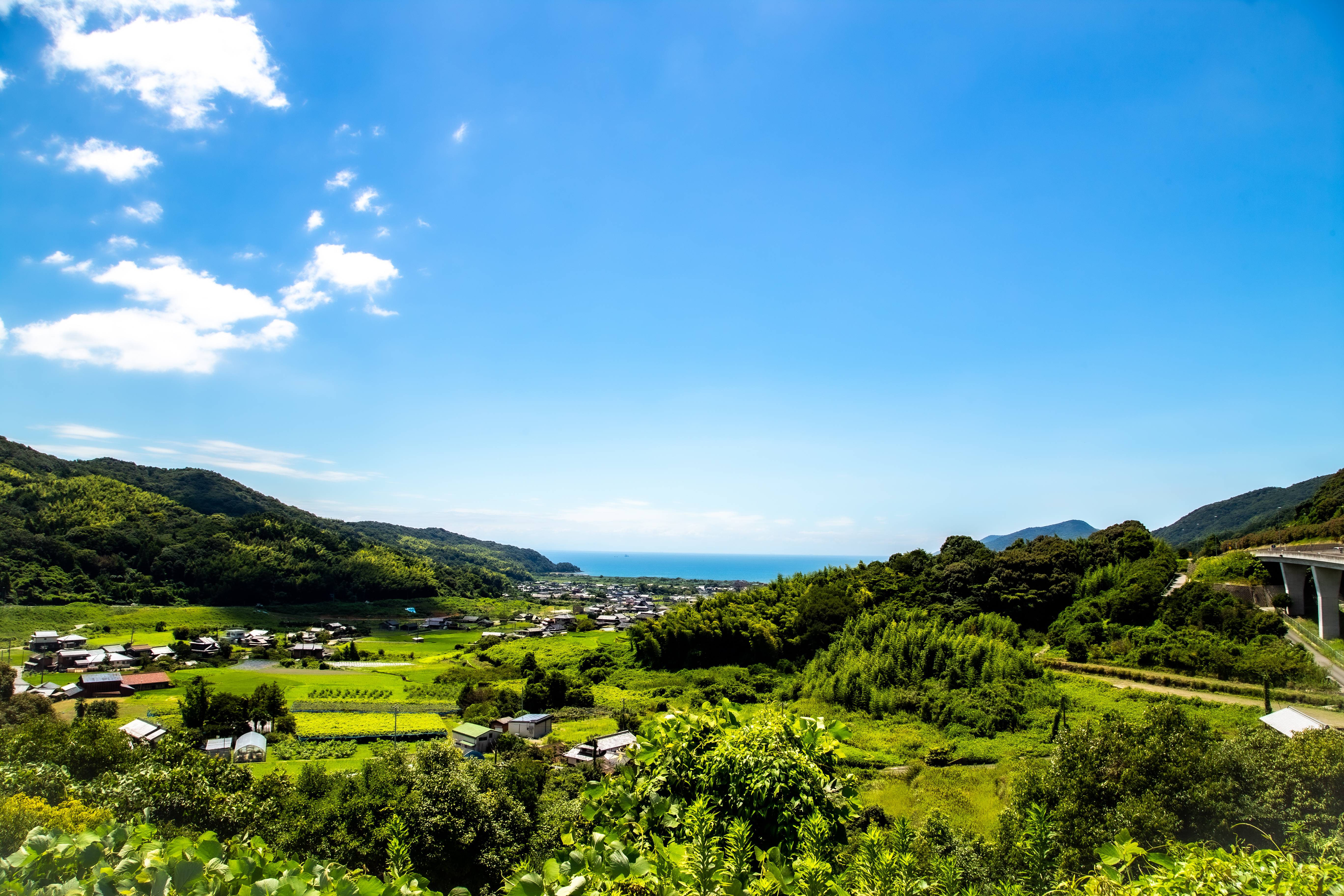
輝弘が最期を迎えた富海。左奥が椿峠、右奥に茶臼山がある。

10月25日、輝弘の手勢は800となり、上陸地である秋穂浦へと撤退する。しかし、すでに軍船はなく（毛利軍による襲撃、もしくは大友水軍の帰国）、輝弘は東へと向かった。その途中で、南方就正率いる防府の右田ヶ岳城の城兵にも攻撃されて敗走。三田尻でも船はなく、浮野峠を越えて佐波郡富海まで逃げてきた。
しかし、この先の椿峠には杉元相や由宇正覚寺別当の正覚寺周音らの手勢が集まってきており、従う兵が100人に過ぎなかった輝弘はこの方面への撤退を諦めて浮野峠の茶臼山に引き返した。後方からは吉川元春率いる毛利軍主力が迫ったため、最期の一戦を試みるが衆寡敵せず壊滅。輝弘の自刃で乱は終結した。自刃した輝弘らの首級は福間元明によって挙げられて長府まで送られ、元就の本陣で首実検が行われた後に埋められたと言われている（豊後塚）。
なお、騒乱が鎮圧された直後、旧大内家臣の吉田興種・武種父子が輝弘への内通を疑われて、吉川氏家臣・江田智次によって討たれている。

## 戦後
毛利氏
毛利軍はこの反乱を鎮圧した後、尼子氏再興に向けて挙兵していた尼子勝久・山中幸盛らを討つべく出雲国へ向かった。最終的に、大内・尼子両氏の残党を掃討することに成功した毛利氏は、周防国・長門国・出雲国などの支配を確立する。一方で、この戦いのために主力軍を撤退させた豊前国では、門司城などの一部を残して拠点を失った。さらに畿内を制した織田信長と対峙するようになった毛利氏は九州進出から手を引き、以後、毛利氏が筑前国・豊前国の覇権を掛けて大友氏と戦うことはなくなった。
大友氏
大内輝弘は敗死したものの、後方攪乱によって毛利軍を撤退させることに成功、さらに毛利氏に奪われていた筑前国の領地・諸城も奪回した。この戦いで最大の利益を得たという点で、勝者と言える。その後、九州への干渉がなくなった毛利氏との戦いは無くなり、替わって九州の覇権をめぐり龍造寺氏や島津氏との対立を深めていく。
大内氏
大内輝弘は、子・大内武弘と共に親子で自害したため、大内氏は名実共に滅亡した。ただし、大内氏の血筋としては、応永の乱で足利義満に反乱を起こした大内義弘の次男・大内持盛を祖とする山口氏（牛久山口氏）が尾張国に残っており、江戸時代は常陸国牛久藩を治め、明治維新まで譜代大名として存続している。

## 参戦武将と兵力
大内輝弘軍
本隊（兵：2,000～6,000）
- 大内輝弘（自害）
- 大内武弘（自害）
- 城井小次郎（自害・討死）

海上輸送隊（大友水軍）
- 若林鎮興（逃走）

毛利軍
高嶺城守兵（兵：数百）
- 市川経好妻（市川局）
- 内藤就藤
- 山県元重
- 粟屋元種
- 竺雲恵心
- 有馬世澄
- 津守輔直
- 寺戸対馬守

平野口守兵（兵：不明）
- 井上就貞（討死）

小郡口守兵（兵：不明）
- 信常元実

吉見勢救援（吉見正頼配下、兵：1,000）
- 上領頼規
- 上領頼武（討死）
- 伊藤実信（討死）
- 吉賀頼貞

毛利軍救援先遣隊（兵：不明）
- 桂元忠
- 渡辺長
- 渡辺元
- 蔵田就貞
- 入江就昌

毛利軍救援（兵：10,000）
- 吉川元春
- 福原広俊
- 福間元明
- 山県春直
- 江田智次

右田ヶ岳城守兵（兵：500?）
- 南方就正

杉勢（兵：500）
- 杉元相
- 正覚寺周音

## 参考資料
- 近藤清石『大内氏實録』中元壮作、宮川臣吉、山口県山口町、1885年10月28日。 NCID BA33800345。NDLJP:780384
- 『保寧日記』
- 『大内系図』
- 『吉見系譜』
- 『井上系譜』
- 『伊藤系譜』
- 『上領系譜』
- 『吉敷郡風土注進案』
- 『厚狭郡風土注進案』
- 『橘山遺事参取』